# Vejbredstar
Vejbredstar (Carex plantaginea), også skrevet Vejbred-Star, er en løvfældende eller vintergrøn staude med en flad, rosetformet vækst. Bladene er meget lyst grønne og forholdsvist brede, og da planten foretrækker fugtig jord, bruges den en del i haverne.

## Beskrivelse
Vejbredstar er en løvfældende eller vintergrøn staude med en flad, rosetformet vækst. Bladets basis er rødbrun, mens resten af bladet er lysegrønt på begge sider. Bladet er bredt elliptisk med hel rand og tre langsgående, men efterhånden utydelige furer. Bladene er meget bløde og næsten salatagtige. 
Blomstringen sker tidligt på foråret, og blomsterne er lysegule og kvastagtige. De sidder på særskilte stængler, højt hævet over tuen med adskilte, hanlige og hunlige aks. Frugterne er nødder, der ikke er set spire i Danmark, og derfor spredes planten ved sine udløbere.
Rodnettet er tæt og højtliggende. Det består af talrige, ret tykke rødder med ganske få siderødder.
Højde x bredde og årlig tilvækst: 0,20 x 0,25 m (20 x 20 cm/år). Målene kan bruges til beregning af planteafstande.

## Hjemsted
Vejbredstar er udbredt i USA (de nordøstlige, de centrale og de sydøstlige stater) og i det centrale Canada. Arten hører hjemme i bjergene, hvor den vokser på fugtig eller våd, næringsrig bund i blandede løvskove. 
I de blandede skove på kalkrig undergrund og mineralrig muldbund i det vestlige Massachusetts vokser arten sammen med bl.a. Allium tricoccum (en art af løg), canadisk blodurt, canadisk hasselurt, canadisk venushår, Cardamine maxima (en art af springklap), Dicentra canadensis og Dicentra cucullaria (arter af hjerteblomst), Hepatica acutiloba (en art af Anemone), hvid druemunke, kæmpemangeløv, rød druemunke og Thalictrum dioicum (en art af frøstjerne)

## Anvendelse
Planten er velegnet som bunddække i skygge, og hvor der ellers er fugtigt. Den er selvskreven i den skyggefulde skovhave.
| Portal | Portal:Botanik |

## Note
1. ↑  J. Bellemare, G. Motzkin og D. R. Foster: Rich Mesic Forests: Edaphic and physiographic Drivers of Community Variation in Western Massachusetts Arkiveret 25. september 2015 hos  Wayback Machine en grundig gennemgang af de bestemmenede faktorer for vegetationerne i de blandede løvskove i det vestlige Massachusetts (engelsk)